# Imitació (música)
|  | Per a altres significats, vegeu «Imitació (desambiguació)». |

En música, la imitació consisteix a fer aparèixer un mateix motiu musical a les diverses melodies d'una peça polifònica. Un cànon és una forma basada en la imitació. L'escriptura d'imitació és present en la majoria de les composicions polifòniques del Renaixement i Barroc.